# 1984년 동계 올림픽 이탈리아 선수단
1984년 동계 올림픽 이탈리아 선수단은 유고슬라비아 사라예보에서 개최된 1984년 동계 올림픽에 참가한 올림픽 이탈리아 선수단이다.

## 스피드 스케이팅
- 마우리치오 마르케토
- 조르조 파가닌
- 마르치아 페레티